# Луганський район
Луганський район — район в Луганській області України. Адміністративний центр — місто Луганськ.
Утворений 17 липня 2020 року. Територія району є тимчасово окупованою.
Район складається з трьох громад: Луганської міської, Лутугинської міської і Молодогвардійської міської.
До району належать 4 міста (Луганськ, Олександрівськ, Лутугине і Отаманівка), 15 селищ, 17 селищ сільського типу та 62 села.